# Dactyladenia laevis
Dactyladenia laevis är en tvåhjärtbladig växtart som först beskrevs av De Wild. och Jean Baptiste Louis Pierre, och fick sitt nu gällande namn av Ghillean `Iain' Tolmie Prance och Frank White. Dactyladenia laevis ingår i släktet Dactyladenia och familjen Chrysobalanaceae. IUCN kategoriserar arten globalt som sårbar. Inga underarter finns listade i Catalogue of Life.